# Урумкайский сельский округ
Урумка́йский се́льский окру́г (каз. Ұрымқай ауылдық округі) — административная единица в составе Бурабайского района Акмолинской области Казахстана.
Административный центр — село Урумкай.

## География
Административно-территориальное образование расположено в юго-центральной части Бурабайского района. В состав сельского округа входят 8 населённых пунктов.
Граничит с землями административно-территориальных образований: Абылайханский сельский округ — на севере, город Щучинск, Катаркольский сельский округ — на северо-востоке, сельский округ Атамекен — на востоке; Караузекский, Вознесенский, Ергольский сельские округа Буландынского района — на юге; Успеноюрьевский сельский округ — на западе, Златопольский сельский округ — на северо-западе.
Территория сельского округа охватывает юго-восточную часть Кокшетауской возвышенности, располагаясь непосредственно на Казахском мелкосопочнике. Рельеф — мелкосопочный, покрытий малыми не связанными между собой лесными массивами. Общий уклон: с северо-западе на юго-восток. Средняя высота округа — 400—410 метров над уровнем моря.
Гидрографические компоненты: озёра Жалтырколь, Урумкай.
Климат холодно-умеренный, с хорошей влажностью. Среднегодовая температура воздуха положительная и составляет около +2,5°С. Среднемесячная температура воздуха в июле достигает +18,5°С. Среднемесячная температура января составляет около −15,5°С. Среднегодовое количество осадков составляет около 455 мм. Основная часть осадков выпадает в период с мая по август.

## История
В 1989 году существовал как — «Урумкайский сельсовет», в составе Щучинского района Кокчетавской области.
В составе сельсовета находились 6 населённых пунктов — сёла Урумкай (административный центр), Дмитриевка, Киндык-Карагай, Ковалёвка, Кульстан, Ынталы.
В периоде 1991—1999 годов:
- в состав Урумкайского сельсовета был включено Карашиликский сельсовет (сёла Карашилик, Корнекты, Красный Кордон);
- село Ковалёвка было передано в состав Успеноюрьевского сельсовета;
- Урумкайский сельсовет был преобразован в сельский округ в соответствии с реформами административно-территориального устройства Республики Казахстан;
- после упразднения Кокшетауской области в 1997 году, территория упразднённой области вошла в состав Северо-Казахстанской области;
- с апреля 1999 года вместе с районом — в составе Акмолинской области.

## Население
| Численность населения | Численность населения | Численность населения | Численность населения |
| 1989                  | 1999                  | 2009                  | 2021                  |
| --------------------- | --------------------- | --------------------- | --------------------- |
| 4234                  | ↘3796                 | ↘2930                 | ↘2879                 |

## Состав
| № | Населённый пункт | Тип населённого пункта       | Население, 1989 | Население, 1999 | Население, 2009 |
| - | ---------------- | ---------------------------- | --------------- | --------------- | --------------- |
| 1 | Дмитриевка       | село                         | 785             | 613             | 441             |
| 2 | Карашилик        | село                         | 701             | 774             | 665             |
| 3 | Киндиккарагай    | село                         | 355             | 405             | 252             |
| 4 | Корнекты         | село                         | 295             | 272             | 229             |
| 5 | Красный Кордон   | село                         | 244             | 239             | 203             |
| 6 | Кульстан         | село                         | 203             | 167             | 104             |
| 7 | Урумкай          | село, административный центр | 1 326           | 1 127           | 964             |
| 8 | Ынталы           | село                         | 199             | 199             | 72              |

## Местное самоуправление
Аппарат акима Урумкайского сельского округа — село Урумкай, улица Ленина, 1В.
- Аким сельского округа — Оспанов Жамбыл Кажыбайулы[1].